# 钢琴家

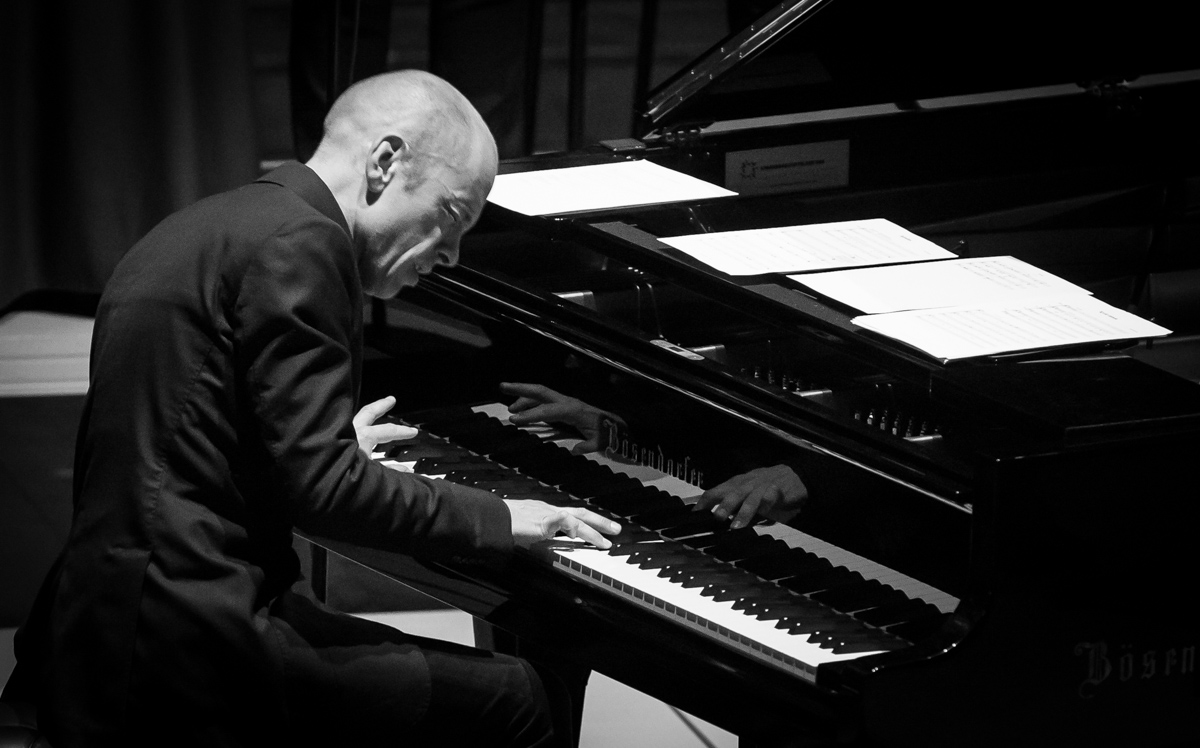

钢琴家是指具有公认地位、造诣较高的职业钢琴演奏者。

## 概念
钢琴家可以进行独奏，或者与乐队一起协奏及协奏时有时兼任指挥乐队，或者在室内乐队中担任一个角色（例如：与小提琴以及大提琴组成钢琴三重奏）。钢琴家也为独唱或合唱进行伴奏。钢琴因为具有音域宽、表现力强的特点，所以被称为西洋“乐器之王”，因此钢琴家比其它乐器的演奏家有更多的机会举行个人音乐会表演。职业钢琴家往往是从年紀很小的时候开始接受培養训练，很多著名作曲家，如莫扎特、贝多芬、肖邦、李斯特、拉赫玛尼诺夫等人同時也是优秀的钢琴家。一個钢琴家往往擅长演奏某位作曲家的作品或者是某一地域作曲家的作品，比如阿图尔·鲁宾斯坦较擅长演奏肖邦的作品，而布伦德尔则比较擅长德奥作曲家的钢琴作品。

## 中國大陸的發展
在中国大陸，钢琴被视为西洋乐器。中国出身的世界级钢琴家有傅聪，以诠释肖邦和莫扎特的曲子闻名。虽然专业的音乐学院开设了钢琴专业培养职业钢琴演奏家，但民间直到改革开放后，越来越多的家庭才拥有钢琴并让子女学弹钢琴。自2000年来自深圳艺术学校的李云迪获得肖邦国际钢琴比赛首奖后，中国掀起一股“钢琴热”，大城市里成千上万的孩童涌进各种培训中心学习钢琴。在年轻一代的钢琴家里，李云迪、郎朗、陈萨、宋思衡、王羽佳、张昊辰等开始在国际上崭露头角，逐渐成为具有影响力的中国钢琴家。

## 名家列表
由Philips出版於1999年的《20世紀偉大鋼琴家》100集錄音大全所收錄的72名著名鋼琴演奏家如下（依姓氏字母序）：
- 安达·盖扎
- 瑪塔·阿格麗希
- 克劳迪奥·阿劳
- 弗拉基米尔·阿什肯纳齐
- 威廉·巴克豪斯
- 丹尼尔·巴伦博伊姆
- 豪尔赫·博列特
- 阿尔弗雷德·布伦德尔
- 柳波芙·布魯克（Lyubov Bruk）與马克·泰马诺夫（二重奏）
- 罗伯特·卡萨德苏斯（英语：Robert Casadesus）
- 舒拉·切尔卡斯基（英语：Shura Cherkassky）
- 范·克莱本
- 阿尔弗雷德·科尔托
- 克利福德·柯曾
- 齐夫拉·乔治
- 克里斯托弗·埃申巴赫
- 艾德溫·費雪
- 莱昂·弗莱舍（英语：Leon Fleisher）
- 桑松·弗朗索瓦（英语：Samson François）
- 内尔森·弗莱雷
- 伊格纳兹·弗里德曼（英语：Ignaz Friedman）
- 安德烈·加夫里洛夫（英语：Andrei Gavrilov）
- 沃尔特·吉泽金（英语：Walter Gieseking）
- 埃米尔·吉列尔斯
- 格里高利·金茨堡（英语：Grigory Ginzburg）
- 利奥波德·戈多夫斯基
- 格连·古尔德
- 弗里德里希·古爾達
- 英格麗德·海布勒
- 克拉拉·哈斯基尔
- 迈拉·赫斯（英语：Myra Hess）
- 约瑟夫·霍夫曼
- 弗拉基米爾·霍羅威茨
- 拜伦·贾尼斯（英语：Byron Janis）
- 威廉·卡佩尔（英语：William Kapell）
- 朱利叶斯·卡钦
- 威廉·肯普夫
- 艾夫根尼·紀新
- 科奇什·佐尔坦
- 史蒂芬·寇瓦謝維契
- 艾丽西亚·德·拉罗查（英语：Alicia de Larrocha）
- 罗西娜·莱文（英语：Josef Lhévinne）與约瑟夫·莱文（英语：Rosina Lhévinne）（二重奏）
- 迪努·李帕蒂
- 拉杜·鲁普
- 尼基塔·马加洛夫（英语：Nikita Magaloff）
- 阿图罗·贝内德蒂·米凯兰杰利
- 班诺·莫伊赛维奇
- 伊万·莫拉维克（英语：Ivan Moravec）
- 约翰·奥格登
- 伊格纳奇·扬·帕德雷夫斯基
- 穆雷·佩拉希亚
- 玛利亚·若昂·皮雷斯
- 米哈伊爾·普雷特涅夫
- 毛里齊奧·波利尼
- 安德烈·普列文
- 谢尔盖·拉赫玛尼诺夫
- 斯维亚托斯拉夫·里赫特
- 阿图尔·鲁宾斯坦
- 希夫·安德拉斯
- 阿圖爾·施納貝爾
- 鲁道夫·塞尔金
- 弗拉基米尔·索夫罗尼茨基
- 所罗门
- 罗莎琳·图雷克
- 內田光子
- 安德烈·瓦茨（英语：André Watts）
- 亞歷克西·魏森伯格
- 厄尔·怀尔德（英语：Earl Wild）
- 玛丽亚·尤迪娜（英语：Maria Yudina）
- 克里斯蒂安·齐默尔曼